# Међународни аеродром Балци
Међународни аеродром Балци (: , : ) — познат и као Међународни аеродром Балци–Леадовени — је други по величини међународни цивилни аеродром у Молдавији и један од два главна аеродрома у Балци, који опслужује град Балци и северна Молдавија за цивилне путничке и теретне летове. Међународни аеродром Балти-Леадовени отворен је 1989. године да замени аеродром Балци-Град, посебно на међународним линијама и да олакша ваздушни саобраћај до Међународног аеродрома Кишињев.
Други аеродром у Балци је први историјски аеродром у Балци за редовне летове – градски аеродром Балци у области „Аутогара“ („Аутобуска станица“), у источним границама градског подручја Балци, који је након пуштања у рад Балци - Међународни аеродром Леадовени у својим последњим годинама активног рада (крај 1980-их) је коришћен као регионални аеродром који се користи за хитне службе, пољопривреду, ваздухопловство и регионални транспорт. Међународни аеродром Балци је способан да ради нон-стоп током целе године и налази се ван граница града Балци, у селу Корлатени, округ Рискани, 15,1 km (9,4 mi) од центра града Балци (9,7 km (6,0 mi). са северне периферије градског округа Балци „Дачија“, или како је зову „Бам“), са директним приступом европској траси Е583/М5 брзи пут и Републичком путу Р12. Локација писте међународног аеродрома Балци је најповољнија у поређењу са аеродромима и аеродромима у региону (тј. у поређењу са Међународним аеродромом Кишињев и војним аеродромом Маркулести), чиме се обезбеђује непрекидан рад Међународног аеродрома Балци без дугих затварања која могу трајати неколико дана на међународном аеродрому у Кишињеву и на војном аеродрому Маркулешти.
Од свог отварања, аеродром је служио као чвориште за молдавски огранак Аерофлота, затим за Аир Молдова, и као главна база за Молдаеросервице. У историји цивилног ваздухопловства Републике Молдавије, само су Међународни аеродром Кишињев и Међународни аеродром Балци обављали редовне летове Тупољев Ту-134. Аеродром је сертификован и отворен за путничке и карго услуге, обављајући редовне путничке летове од 1989. године – године када је бетонска писта пуштена у рад на новоизграђеном аеродрому Балци-Леадовени – повезујући Балци са 14 градова бившег СССР-а са Антонов Ан-24, Тупољев Ту-134, пустио авион Л-410 Турболет до 1993. године. Последњих година аеродром се користи првенствено за домаће летове и повремене спољне летове.